# Герб Рузского района
Герб Рузского района (реорганизованного в январе 2017 г. в Рузский городской округ) представляет собой традиционный геральдический щит. В червленом поле с лазоревой оконечностью поверх всего четыре наперекрест положенные серебряные меча золотыми рукоятками в стороны, сопровождаемые во главе золотым вооружённым всадником, поражающим золотым копьем стоящего под конём и обернувшегося золотого крылатого змея. 

Утвержден Решением Совета депутатов Рузского района Московской области (№249) от 24 сентября 1999 года.

Номер в Геральдическом регистре РФ: 567

## Геральдическое обоснование
За основу герба муниципального образования "Рузский район" взят исторический герб города Руза, утверждённый 16 марта 1883 года, полное описание исторического герба гласит:

"В червленом щите четыре, на перекрест положенные серебряные меча с золотыми рукоятками, в знак многих сражений, случившихся при сем городе в древние времена".

Золотой всадник, поражающий крылатого змея в гербе, обозначает неизменную принадлежность Рузского района к Московской земле. 

Красный цвет символ мужества, самоотверженности, геройства, храбрости, справедливой борьбы. 

Голубой цвет — символ безупречности, возвышенных устремлений, добродетели, символ чистого неба. 

Золото — символ прочности, богатства, величия, интеллекта и прозрения. 

Серебро символизирует чистоту, мудрость, благородство, совершенство, мир.